# Heiligenberg (Bas-Rhin)
Pour les articles homonymes, voir Heiligenberg.
Heiligenberg [ailigənbɛʁɡ] (Hellebari en alsacien) est une commune française située dans la circonscription administrative du Bas-Rhin et, depuis le 1er janvier 2021, dans le territoire de la Collectivité européenne d'Alsace, en région Grand Est.
Cette commune se trouve dans la région historique et culturelle d'Alsace. Son nom signifie « Montagne sainte », « Montagne sacrée ».

## Géographie
Village situé à l'entrée de la vallée de la Bruche, c'est l'un des rares villages d'Alsace qui n'est pas traversé par une route départementale ; en effet, il est construit sur une colline qui domine la vallée et à l'écart des voies routières en contrebas. Heiligenberg fait partie du canton de Mutzig et de l'arrondissement de Molsheim.

### Écart
Heiligenberg-Vallée, au bord de la Bruche et le long de l'ancienne route nationale 420.

### Communes limitrophes
| Oberhaslach   |              | Still                            |
| Niederhaslach | Heiligenberg | Dinsheim-sur-Bruche, Gresswiller |
| Urmatt        |              |                                  |

### Hydrographie
La commune est dans le bassin versant du Rhin au sein du bassin Rhin-Meuse. Elle est drainée par la Bruche et le ruisseau la Magel,.
La Bruche, d'une longueur de 77 km, prend sa source dans la commune de Urbeis et se jette  dans l'Ill à Strasbourg, après avoir traversé 37 communes. 

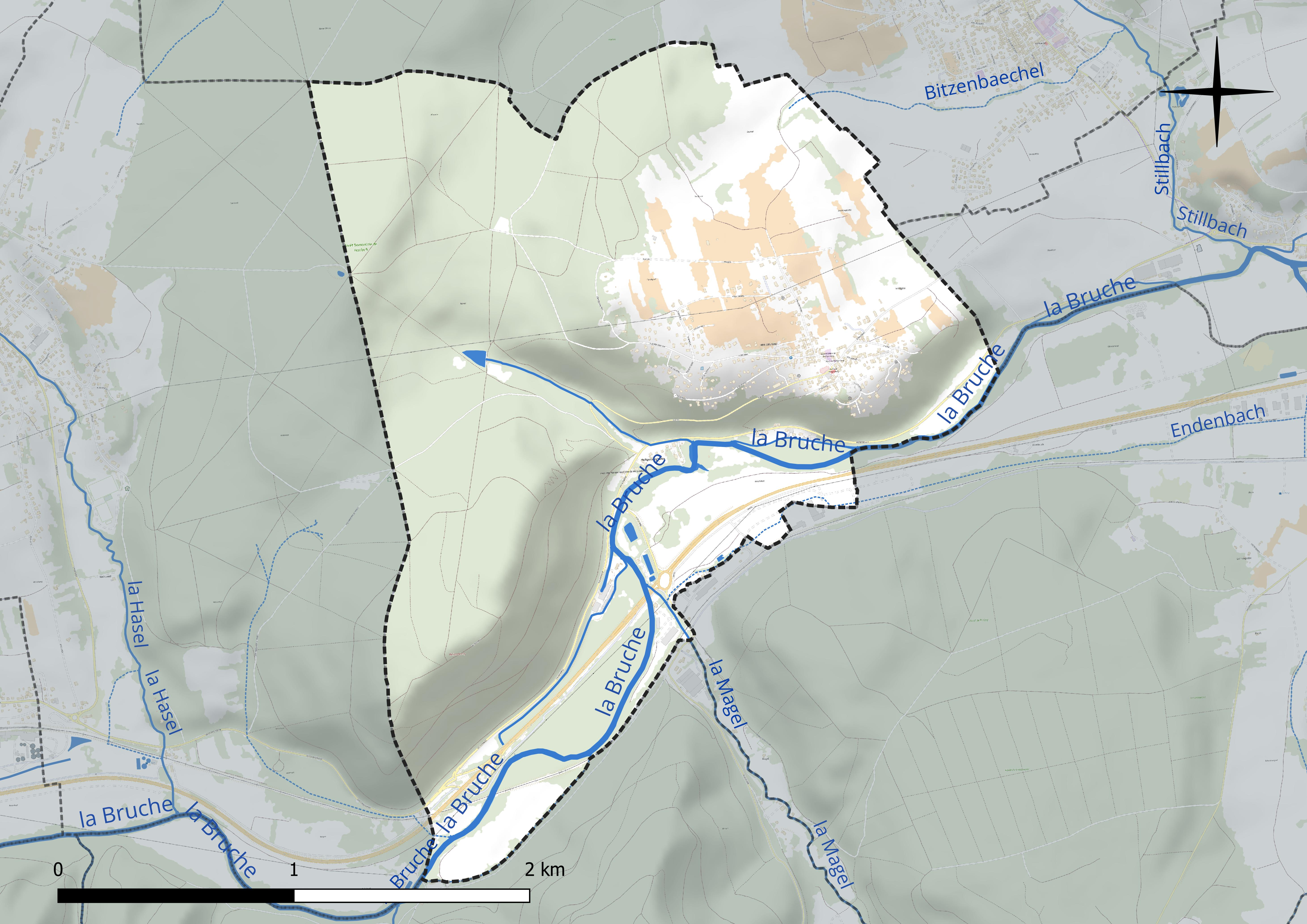
Réseau hydrographique de Heiligenberg.

La Magel, d'une longueur de 17 km, prend sa source dans la commune de Ottrott et se jette  dans la Bruche sur la commune, après avoir traversé sept communes. 

### Climat
Pour des articles plus généraux, voir Climat du Grand Est et Climat du Bas-Rhin.
En 2010, le climat de la commune est de type climat des marges montargnardes, selon une étude du Centre national de la recherche scientifique s'appuyant sur une série de données couvrant la période 1971-2000. En 2020, Météo-France publie une typologie des climats de la France métropolitaine dans laquelle la commune est exposée à un climat semi-continental et est dans la région climatique  Vosges, caractérisée par une pluviométrie très élevée (1 500 à 2 000 mm/an) en toutes saisons et un hiver rude (moins de 1 °C). 
Pour la période 1971-2000, la température annuelle moyenne est de 10,5 °C, avec une amplitude thermique annuelle de 17,6 °C. Le cumul annuel moyen de précipitations est de 874 mm, avec 10,8 jours de précipitations en janvier et 10,7 jours en juillet. Pour la période 1991-2020, la température moyenne annuelle observée sur la station météorologique de Météo-France la plus proche, « Wangenbourg_sapc », sur la commune de Wangenbourg-Engenthal à 12 km à vol d'oiseau, est de 9,9 °C et le cumul annuel moyen de précipitations est de 1 131,8 mm. 
La température maximale relevée sur cette station est de 36,4 °C, atteinte le 25 juillet 2019 ; la température minimale est de −16,9 °C, atteinte le 7 février 2012,,. 
Les paramètres climatiques de la commune ont été estimés pour le milieu du siècle (2041-2070) selon différents scénarios d'émission de gaz à effet de serre à partir des nouvelles projections climatiques de référence DRIAS-2020. Ils sont consultables sur un site dédié publié par Météo-France en novembre 2022.

## Urbanisme

### Typologie
Au 1er janvier 2024, Heiligenberg est catégorisée ceinture urbaine, selon la nouvelle grille communale de densité à sept niveaux définie par l'Insee en 2022.
Elle est située hors unité urbaine. Par ailleurs la commune fait partie de l'aire d'attraction de Strasbourg (partie française), dont elle est une commune de la couronne,. Cette aire, qui regroupe 268 communes, est catégorisée dans les aires de 700 000 habitants ou plus (hors Paris),.

### Occupation des sols
L'occupation des sols de la commune, telle qu'elle ressort de la base de données européenne d’occupation biophysique des sols Corine Land Cover (CLC), est marquée par l'importance des forêts et milieux semi-naturels (63,5 % en 2018), une proportion sensiblement équivalente à celle de 1990 (63,8 %). La répartition détaillée en 2018 est la suivante : 
forêts (63,5 %), zones agricoles hétérogènes (17,3 %), prairies (8,9 %), zones urbanisées (5,7 %), zones industrielles ou commerciales et réseaux de communication (4,6 %). L'évolution de l’occupation des sols de la commune et de ses infrastructures peut être observée sur les différentes représentations cartographiques du territoire : la carte de Cassini (XVIIIe siècle), la carte d'état-major (1820-1866) et les cartes ou photos aériennes de l'IGN pour la période actuelle (1950 à aujourd'hui).

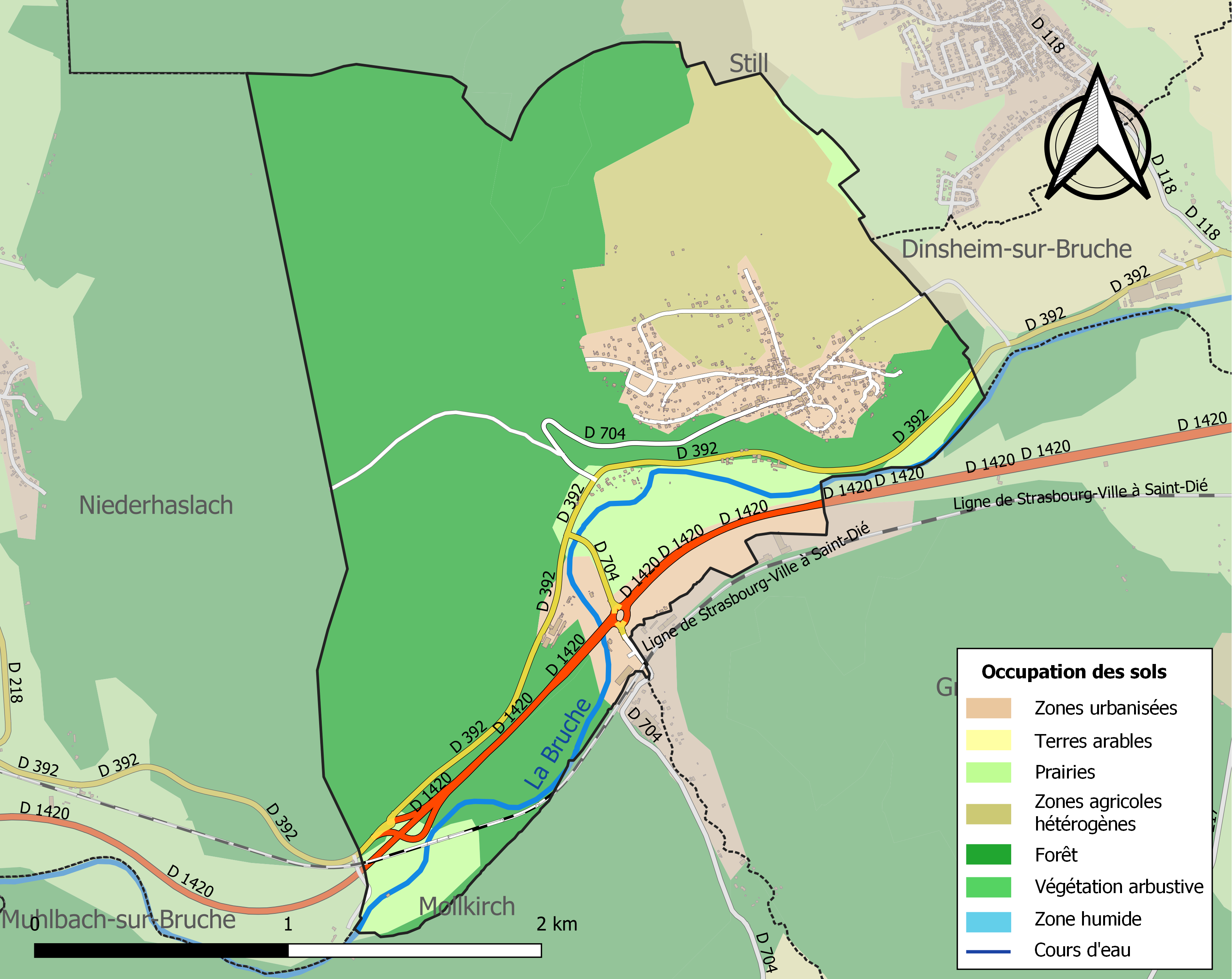
Carte des infrastructures et de l'occupation des sols de la commune en 2018 (CLC).

## Histoire
On a découvert à Heiligenberg, vers 1818, des fours romains, des fragments de vases et des moules ainsi que des médailles romaines. Deux champs des environs s'appellent champs des païens et des idoles. Village du Saint-Empire vers 1181, il faisait partie de la seigneurie de Barr. L'abbaye de Truttenhausen possédait des biens dans le village. En 1295, l'évêque Conrad de Lichtenberg fit mention d'une chapelle avec un autel de la Sainte-Croix, sur le site de Heiligenberg. Il fit de cette chapelle une prébende avec des biens attachés à cette chapelle, ce qui laisse supposer qu'il n'y avait pas encore de village du nom de Heiligenberg au XIIIe siècle. Cette chapelle était peut-être un lieu de pèlerinage dépendant de Still. C'est probablement le château qui s'élevait autrefois sur le rocher qui a donné naissance au village formé autour de lui. Le château fut construit après 1373 mais les vestiges ou ce qu'il en restait furent rasés en 1978. Il existait aussi un ermitage à la limite du ban, en contrebas du Kuppelhusfelsen. La Réforme protestante est introduite en 1554 ; une nouvelle paroisse luthérienne avec son propre lieu de culte est créée en 1869.
Le 25 octobre 1870, le ballon monté Montgolfier piloté par l'aérostier Hervé Sené, accompagné du colonel Delapierre et du commandant Joseph Marie Le Bouédec s'envola de la gare d'Orléans à Paris alors assiégé par les Prussiens. La mission du ballon était multiple : acheminer du courrier et des journaux, et permettre aux deux officiers de rejoindre le gouvernement réfugié à Tours pour participer à la lutte contre l'ennemi. Cependant, Le Bouedec était également chargé d'une mission spéciale. Il emporta avec lui des carnets, dans lesquels il avait noté un grand nombre d'informations importantes permettant de renseigner le gouvernement sur l'état de la défense de Paris. Il termina sa course à Heiligenberg, sous occupation ennemie, après avoir parcouru 503 kilomètres. Les Prussiens finirent par retrouver quelques courriers, mais les deux passagers et l'aéronaute avaient disparu, sauvés par les habitants patriotes qui les firent passer à travers la montagne d'où ils regagnèrent la Lorraine.
L'ancre du ballon a été conservée.
Le 26 septembre 2010, l'association « Le Montgolfier » a organisé une fête célébrant l'atterrissage du ballon. Quatre jours de célébrations exceptionnelles ont également eu lieu, du 24 au 27 octobre 2013, pendant lesquelles un monument en hommage aux aérostiers a été inauguré, en présence des descendants du matelot Sané Herve.

### Héraldique
| Blason de Heiligenberg (Bas-Rhin) | Blason  | Écartelé : au premier et au quatrième de gueules à la bande d'argent, au deuxième d'argent aux trois cornes de gueules, au troisième d'or à la croix de gueules. |
| Blason de Heiligenberg (Bas-Rhin) | Détails | |

## Politique et administration

### Liste des maires
| Période                                  | Période                    | Identité                                  | Étiquette | Qualité                                                          |
| ---------------------------------------- | -------------------------- | ----------------------------------------- | --------- | ---------------------------------------------------------------- |
| Les données manquantes sont à compléter. |                            |                                           |           |                                                                  |
| 1945                                     | 1945                       | Xavier Ernst                              |           |                                                                  |
| 1945                                     | 1959                       | Julien Estermann                          |           |                                                                  |
| 1959                                     | 1965                       | Georges Gross                             |           |                                                                  |
| 1965                                     | 1989                       | Armand Zahner                             |           |                                                                  |
| 1989                                     | 1992                       | Antoine Lesage                            |           | Médecin                                                          |
| 1992                                     | mars 2001                  | Armand Zahner                             |           | Maire honoraire                                                  |
| mars 2001                                | En cours (au 28 juin 2020) | Guy Ernst, Réélu pour le mandat 2020-2026 |           | Technicien de maintenance Premier adjoint du maire (1995 → 2001) |

### Jumelages
- Heiligenberg (Allemagne) depuis 1968.

## Démographie
L'évolution du nombre d'habitants est connue à travers les recensements de la population effectués dans la commune depuis 1793. Pour les communes de moins de 10 000 habitants, une enquête de recensement portant sur toute la population est réalisée tous les cinq ans, les populations de référence des années intermédiaires étant quant à elles estimées par interpolation ou extrapolation. Pour la commune, le premier recensement exhaustif entrant dans le cadre du nouveau dispositif a été réalisé en 2008.

En 2022, la commune comptait 695 habitants, en évolution de +5,46 % par rapport à 2016 (Bas-Rhin : +3,17 %, France hors Mayotte : +2,11 %).
| 1793 | 1800 | 1806 | 1821 | 1831 | 1836 | 1841 | 1846 | 1851 |
| ---- | ---- | ---- | ---- | ---- | ---- | ---- | ---- | ---- |
| 250  | 296  | 322  | 369  | 329  | 439  | 463  | 462  | 482  |

| 1856 | 1861 | 1866 | 1871 | 1875 | 1880 | 1885 | 1890 | 1895 |
| ---- | ---- | ---- | ---- | ---- | ---- | ---- | ---- | ---- |
| 444  | 432  | 467  | 406  | 447  | 433  | 421  | 415  | 408  |

| 1900 | 1905 | 1910 | 1921 | 1926 | 1931 | 1936 | 1946 | 1954 |
| ---- | ---- | ---- | ---- | ---- | ---- | ---- | ---- | ---- |
| 353  | 374  | 370  | 357  | 374  | 335  | 346  | 399  | 386  |

| 1962 | 1968 | 1975 | 1982 | 1990 | 1999 | 2006 | 2008 | 2013 |
| ---- | ---- | ---- | ---- | ---- | ---- | ---- | ---- | ---- |
| 374  | 350  | 464  | 508  | 535  | 562  | 618  | 634  | 642  |

| 2018 | 2022 | - | - | - | - | - | - | - |
| ---- | ---- | - | - | - | - | - | - | - |
| 693  | 695  | - | - | - | - | - | - | - |

## Lieux et monuments

### Église néo-gothique Saint-Vincent
L'église primitive de Heiligenberg située au sommet du village, se trouvait d'abord sur le cimetière communal, rue du Château. Plusieurs fois rebâtie, elle fut jugée trop petite et détruite lors de l'édification du nouveau sanctuaire construit par l'architecte Alexandre Matuszinsky. L'orgue Stiehr  datant de 1828 fut transféré à Avenheim. Représentative du style néo-gothique sous le Second Empire, la nouvelle église est précédée d'un clocher de façade à tympan sculpté, auquel succèdent une triple nef-halle à piliers composés, un transept débordant et un chœur polygonal. Chef d’œuvre du néo-gothique, l'église possède un riche mobilier du aux ateliers Théophile Klem, Muller (chaire), les vitraux sont l’œuvre des Ets Marechal de Metz, l’horloge est signée Schwilgué. La statue de saint Michel Archange (2e patron de la paroisse) au dessus du maitre-autel provient de l'ancienne église est date du XVIIIe siècle.
L'édifice possède également  un orgue de 2 claviers et 24 jeux, construit par Stiehr-Mockers de 1869 et profondément remanié par Franz-Xaver Kriess en 1906, puis par Robert Kriess en 1963. L'intérieur de l'église a été restauré de 1993 à 1997 grâce à l’œuvre de l'abbé Jean Froeliger. L'orgue a été restauré en 2007 par le facteur d'orgues Dietmar Schömer. L'édifice possède également une des plus belles sonneries de cloches de la vallée de la Bruche, composée de quatre cloches Perrin-Martin de Robécourt qui survécurent aux réquisitions de guerre de 1917.

## Galerie de photos

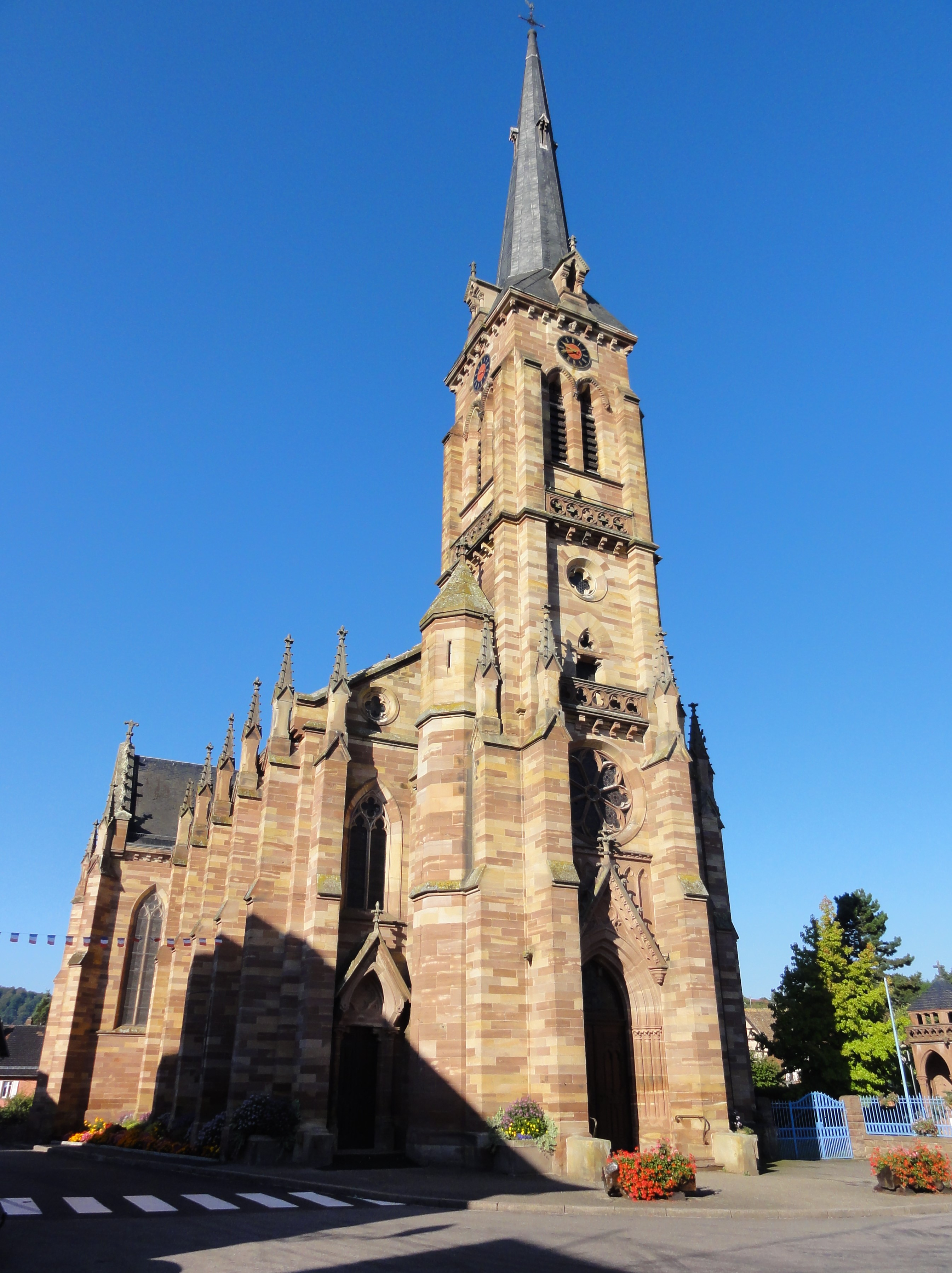
Église Saint-Vincent.
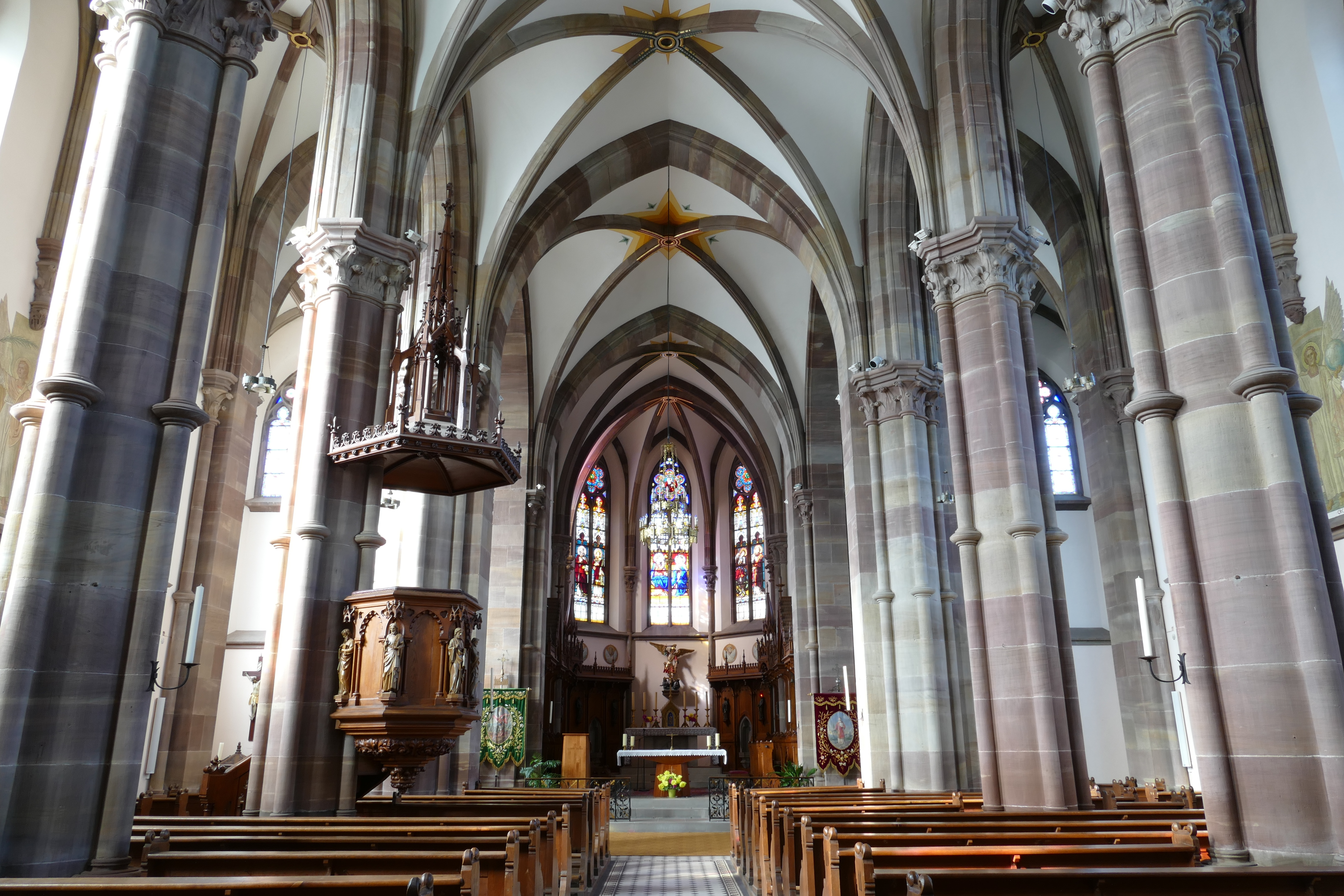
Vue intérieure de la nef vers le chœur.
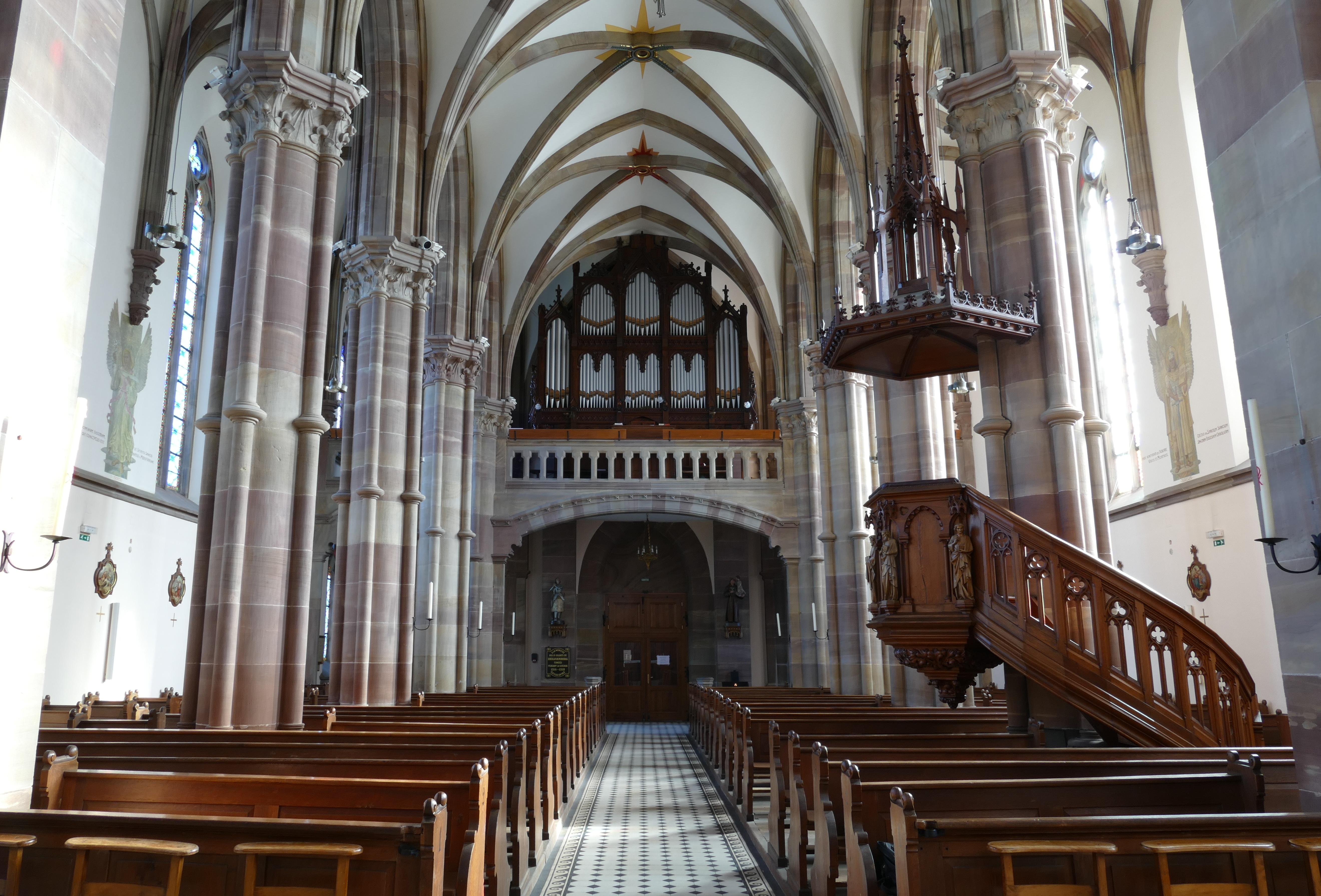
Vue intérieure de la nef vers la tribune d'orgue.
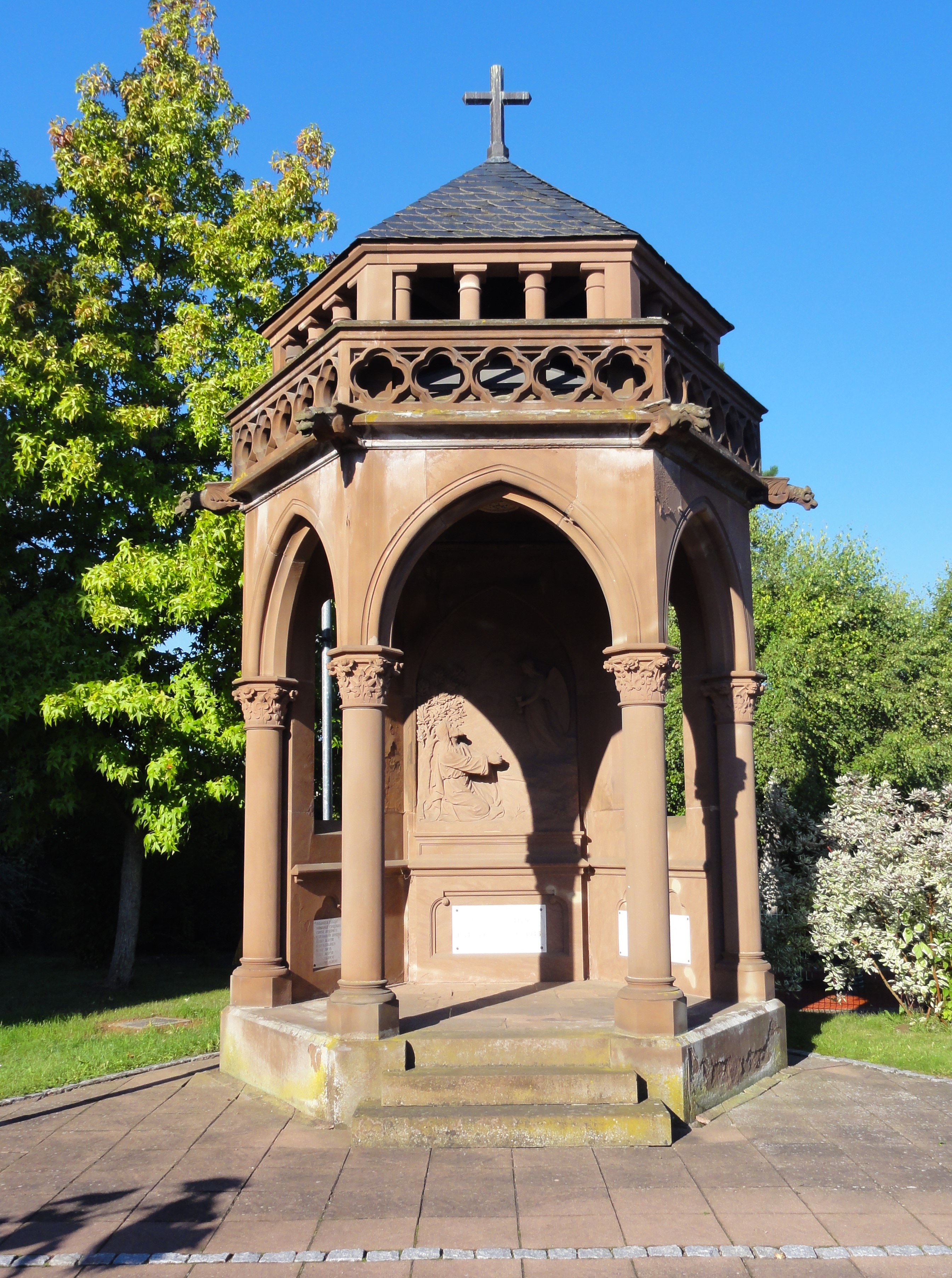
Monument aux morts.
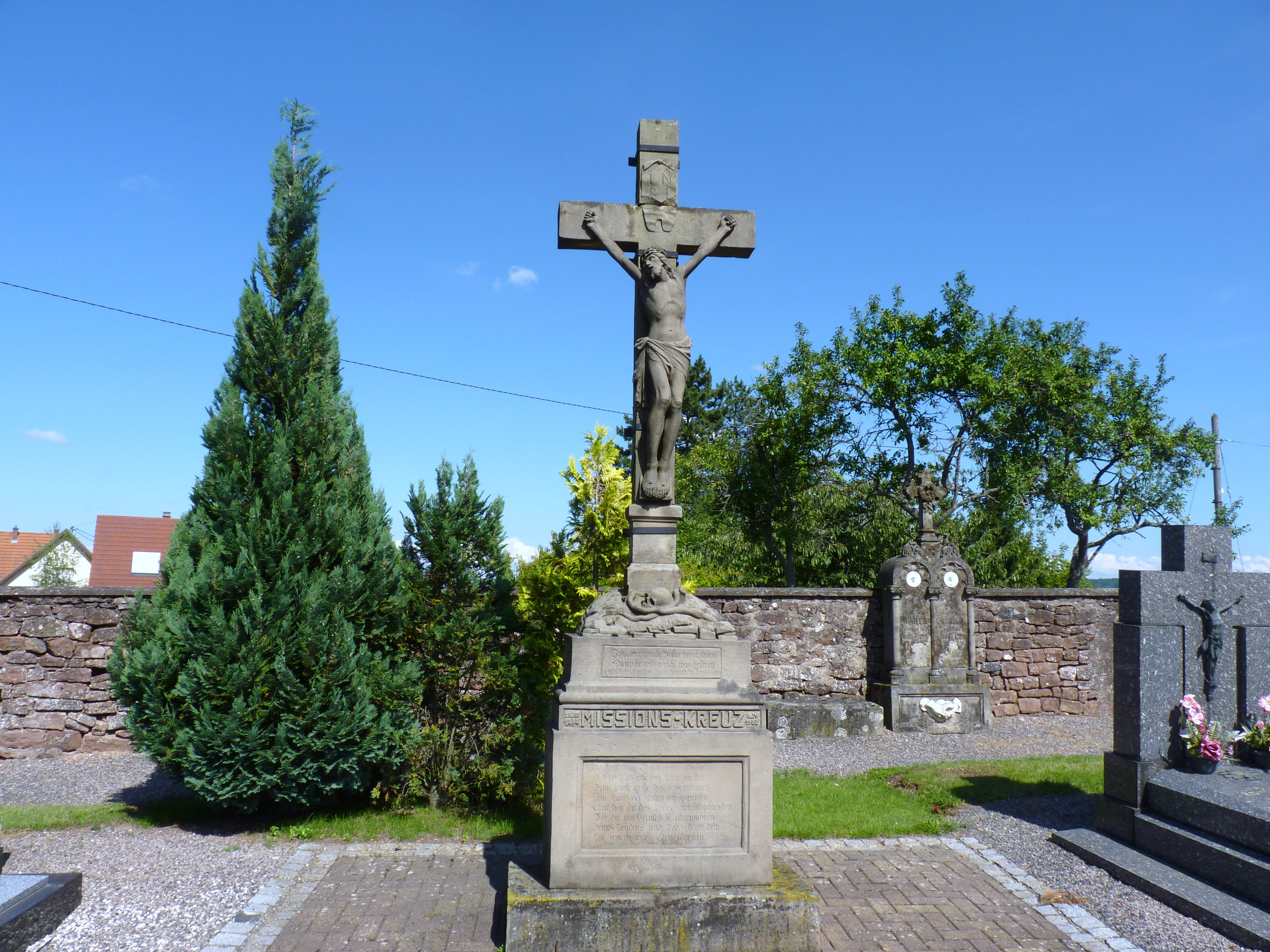
Croix de Mission.
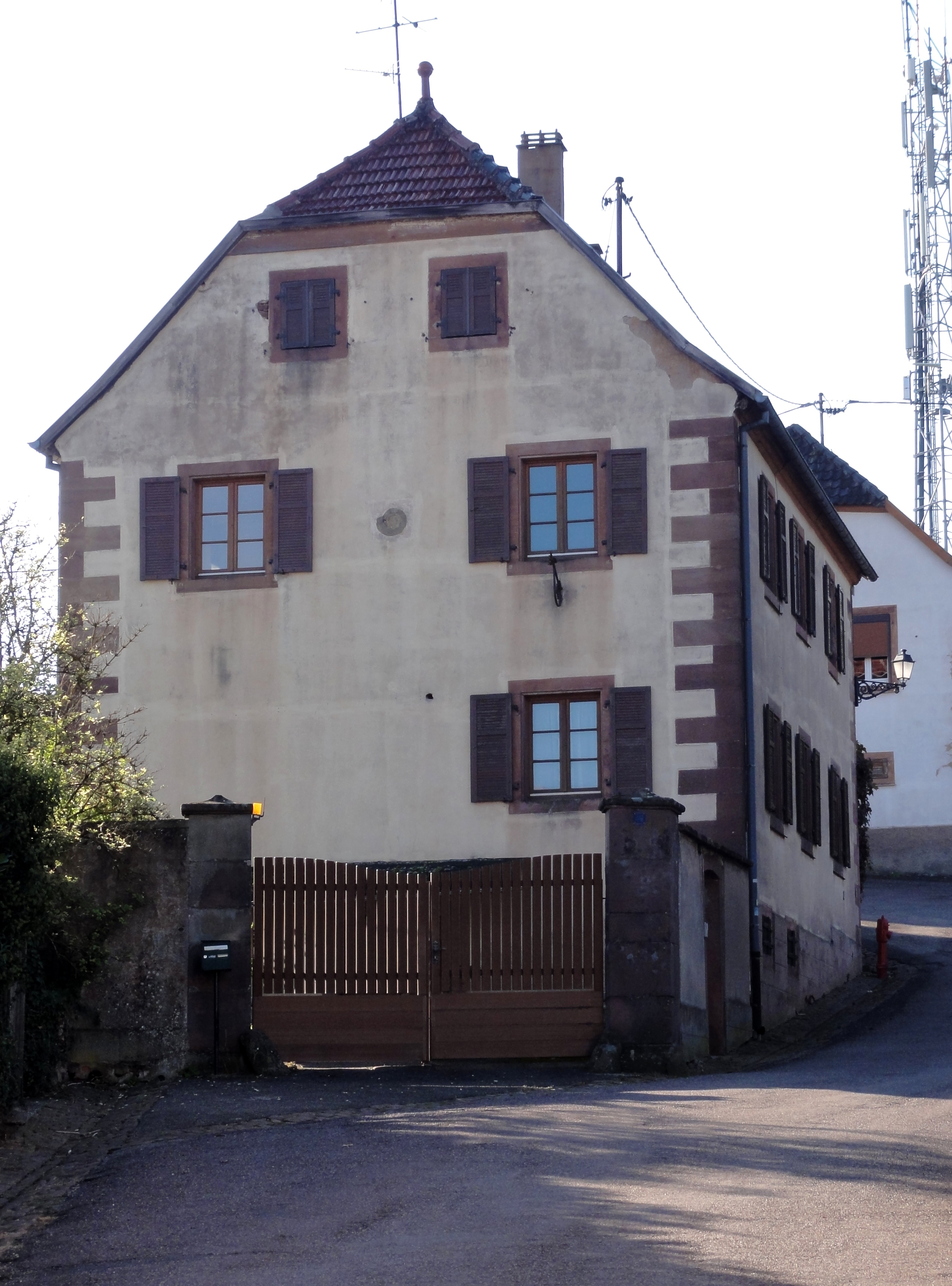
Presbytère (1773), 49 rue du Château.
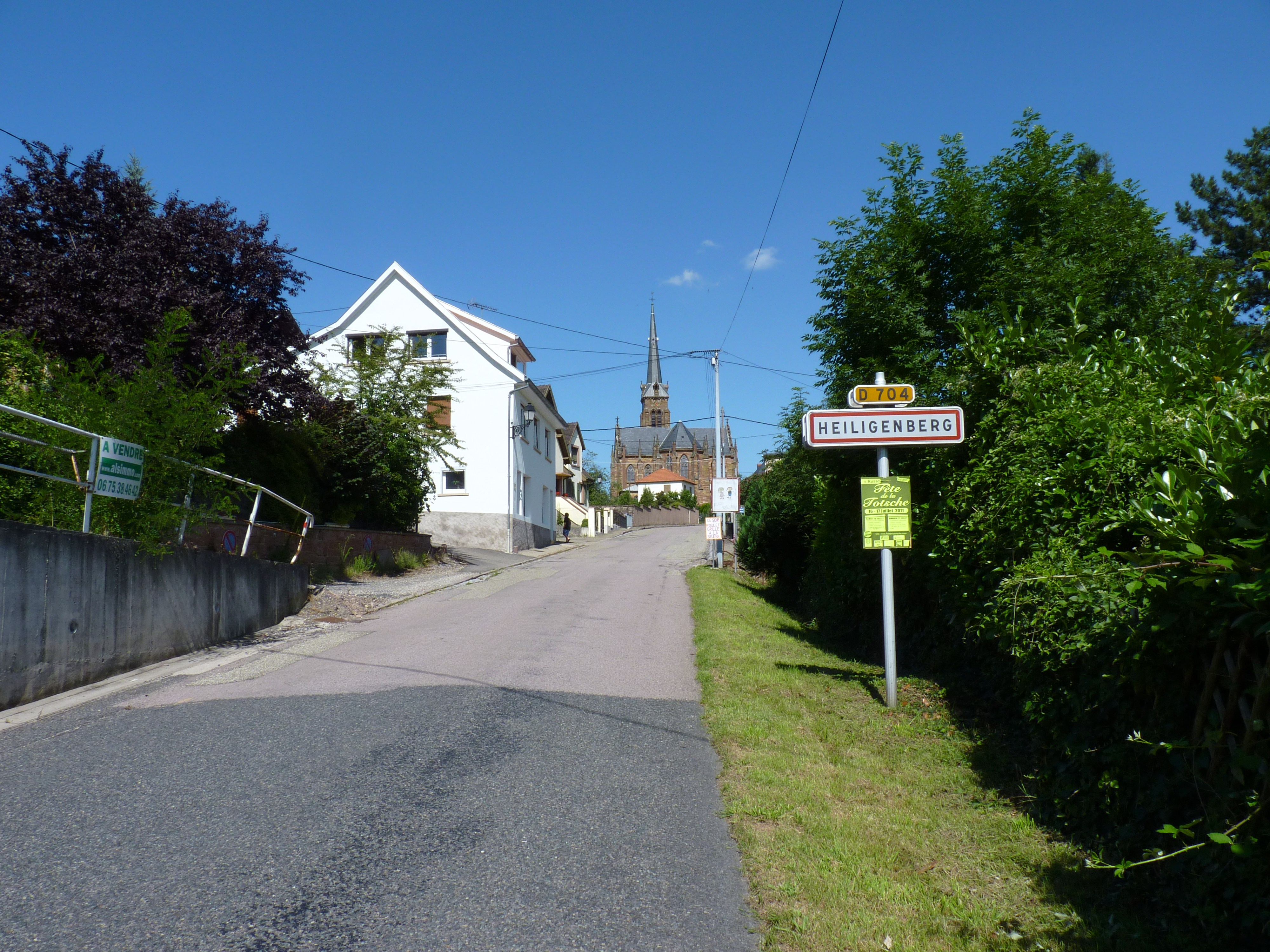
Entrée du village de Heiligenberg par la départementale D 704.
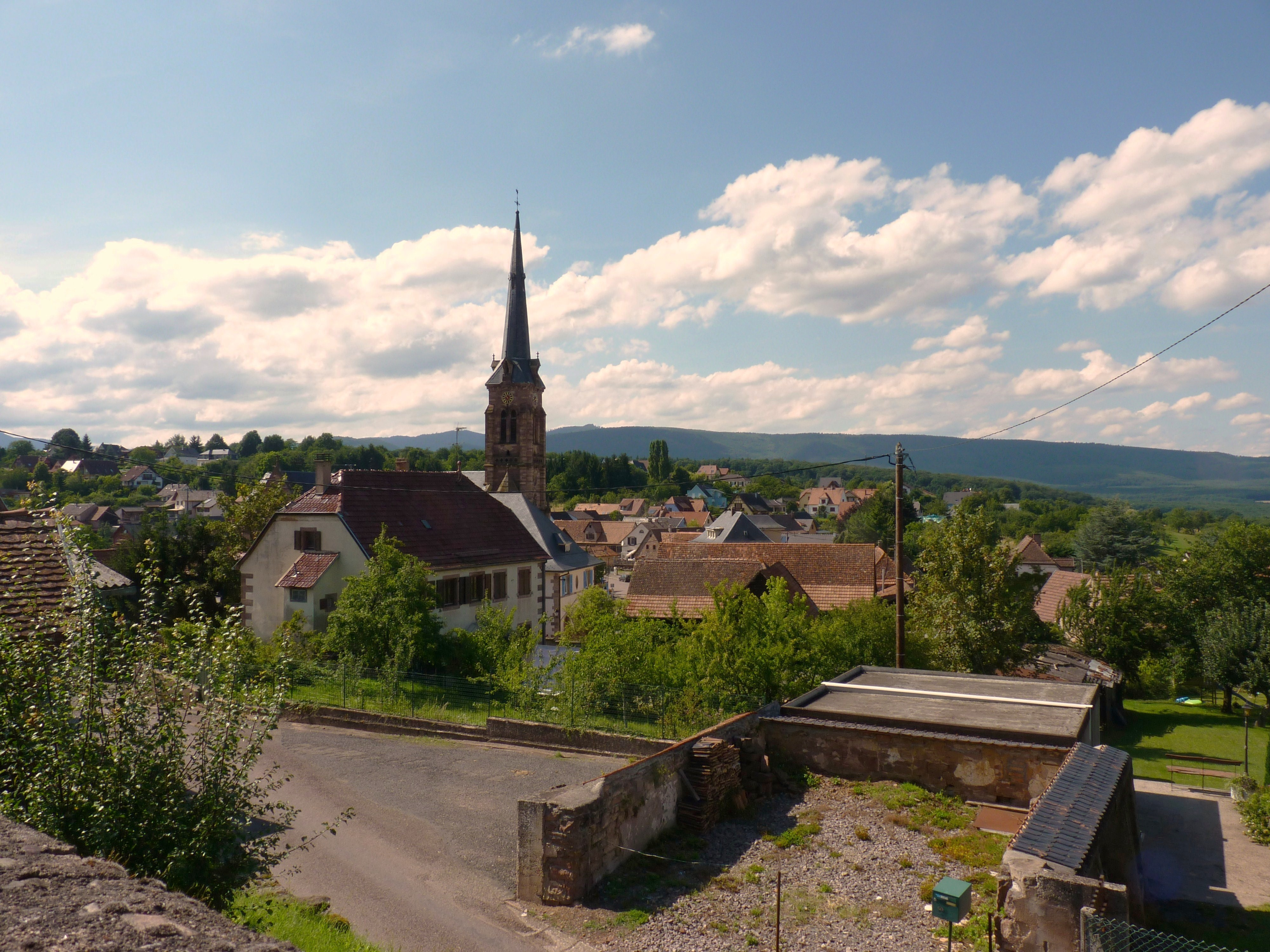
Vue sur le village de Heiligenberg.
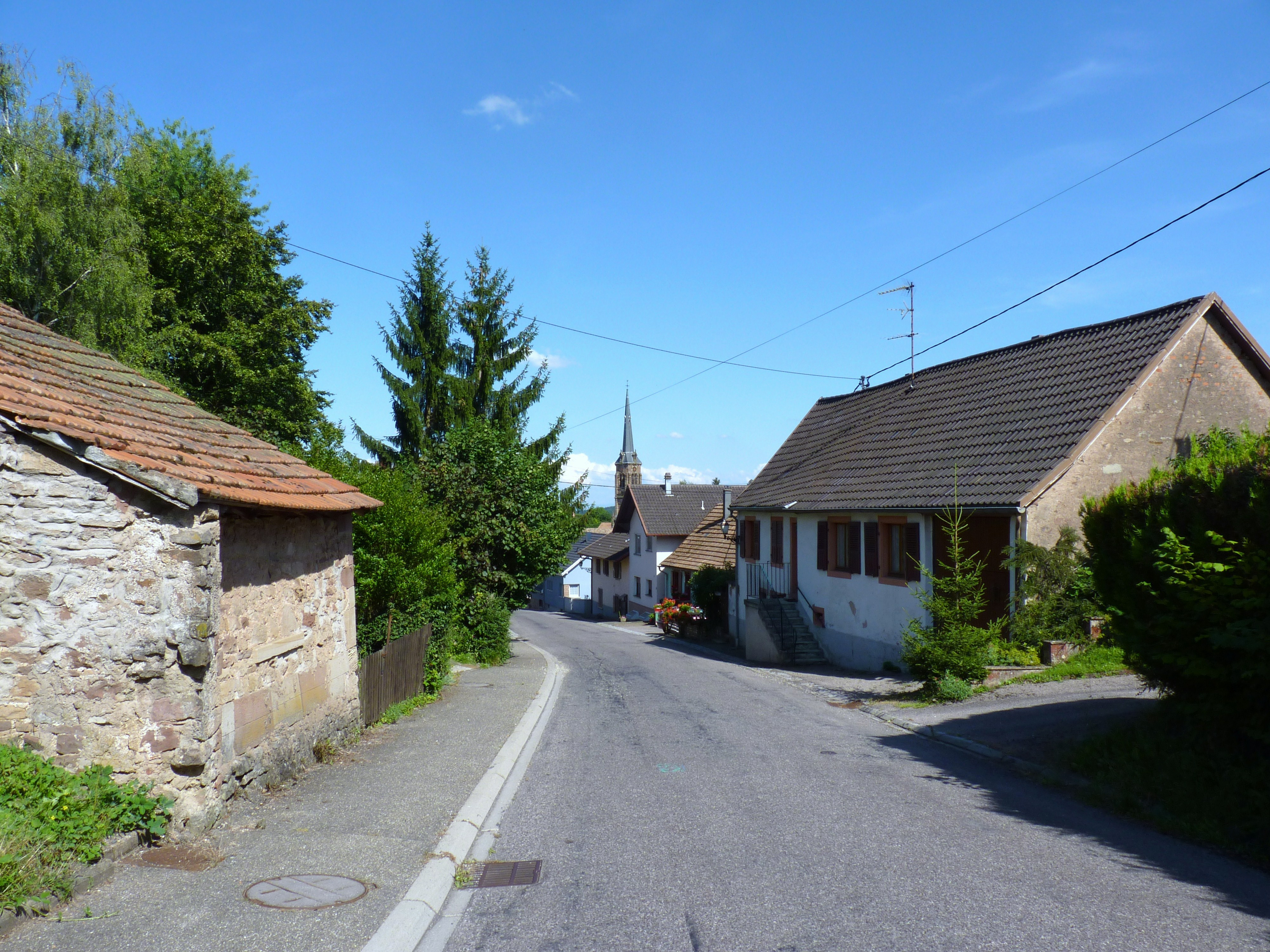
Le haut du village.